# Oberrarbach
Oberrarbach ist ein Ortsteil der Stadt Schmallenberg in Nordrhein-Westfalen.

## Geografie

### Lage
Oberrarbach liegt im Nordwesten des Rothaargebirges knapp 9 km nordnordöstlich der Schmallenberger Kernstadt. Durch das Dorf fließt der am nahen Rimberg (713,2 m) entspringende Rarbach. Das Dorf wird teilweise vom Landschaftsschutzgebiet Offenlandbereiche um Oberrarbach umgeben.

### Nachbarorte
Angrenzende Orte sind Oberhenneborn, Föckinghausen und Gellinghausen.

## Geschichte

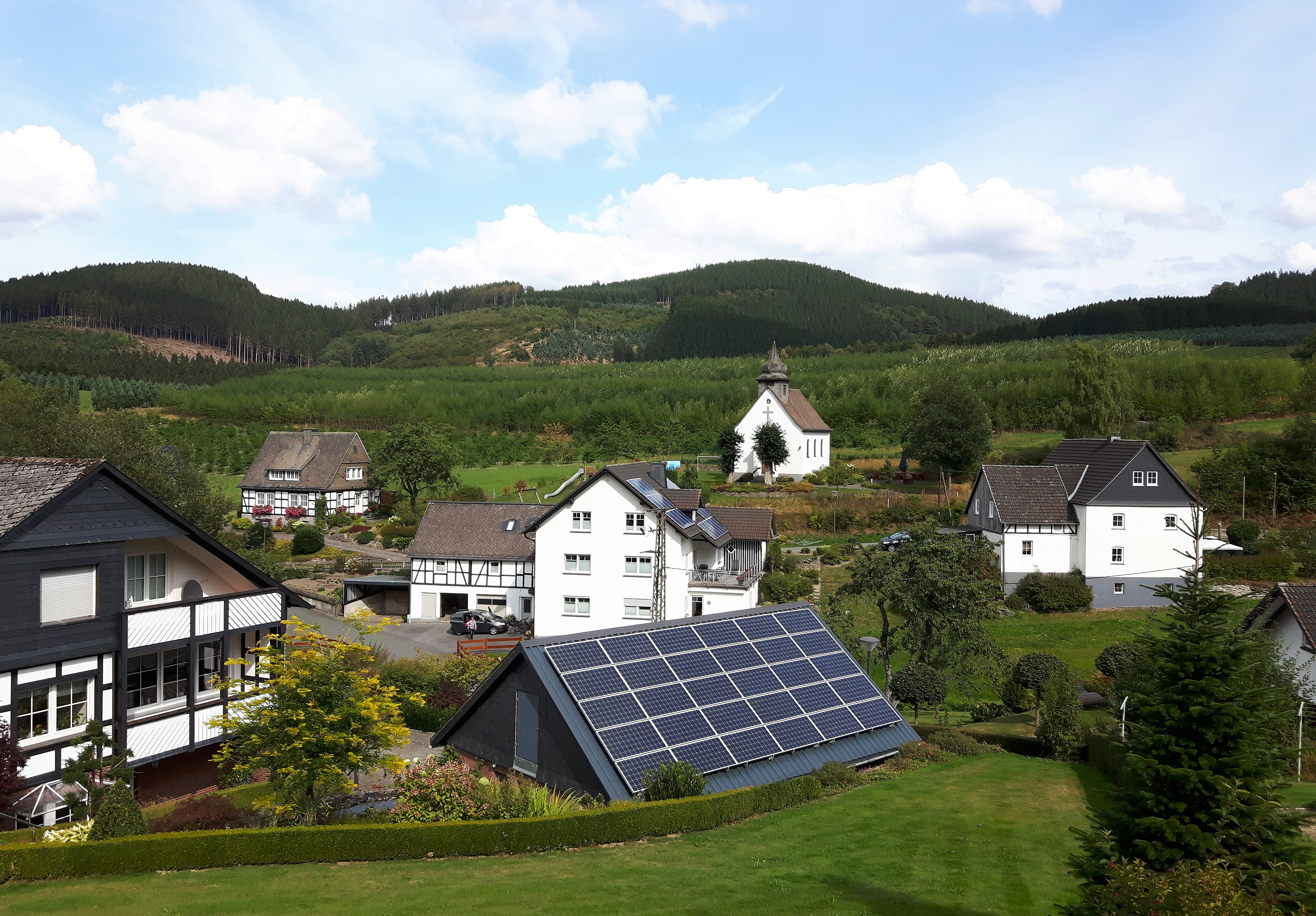
Oberrarbach

Die erste urkundliche Erwähnung des Ortes stammt aus dem Jahre 1433. In dieser Urkunde und weiteren aus den Jahren 1447 und 1476 geht es um den Zehnten zu Oberrarbach. In Oberrarbach gab es sechs alte Höfe. Der Name Frigge wurde schon 1488 urkundlich erwähnt, die weiteren Höfe in den Schatzungslisten des 16. und 17. Jahrhunderts. 1630 wurde Johan Henße aus Oberrarbach genannt, dessen Vater nach einem Hexenprozess hingerichtet worden war.
Oberrarbach bestand um 1822/23 aus 12 Häusern einschließlich Beiliegerwohnungen. Die Einwohnerzahl betrug 84 im Jahr 1815, stieg bis 1900 auf 99 und ist im Jahr 2014 mit 61, die in etwa 20 Wohnhäusern wohnten, wieder gesunken.
Oberrarbach gehört zum Kirchspiel Kirchrarbach. Als Teil der im 19. Jahrhundert gebildeten politischen Gemeinde Rarbach wurde das Dorf am 1. Januar 1975 ein Ortsteil der neuen Stadt Schmallenberg.

## Kapelle Antonius der Einsiedler

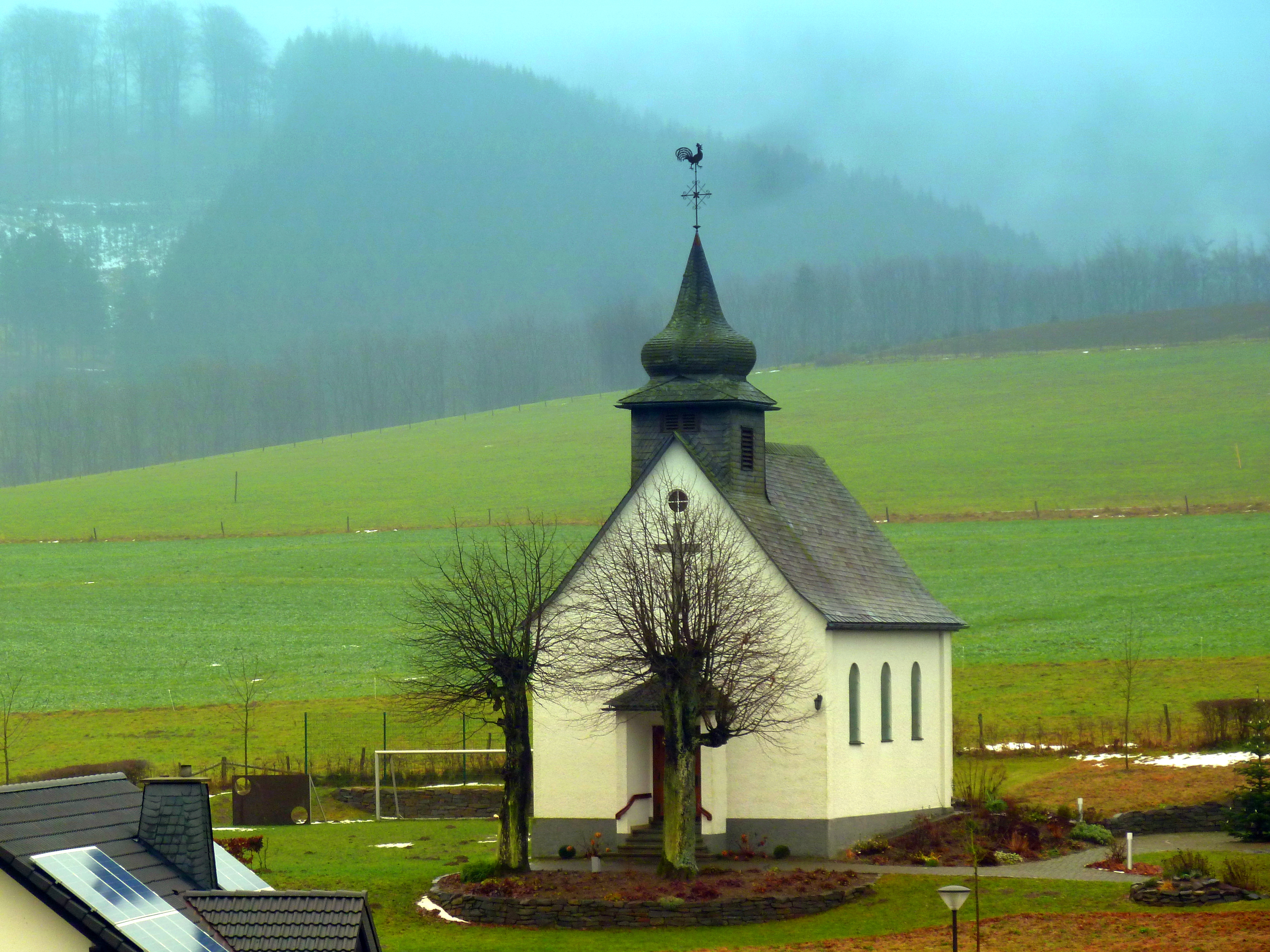
Kapelle Antonius dem Einsiedler

In dem Ort gab es schon im 17. Jahrhundert eine Kapelle, die Antonius dem Einsiedler geweiht war. Sie war ein im Übergangsstil erbautes einschiffiges Gotteshaus mit kleinen rundbogigen Fenstern und wurde Ende des 19. Jahrhunderts vergrößert und erneuert. Wegen Baufälligkeit wurde sie 1951 abgerissen und durch eine Kapelle im neubarocken Stil ersetzt. Deren Einweihung erfolgte am 26. Juni 1952.

## Heiligenhäuschen
An der Straße von Oberrarbach nach Fredeburg steht spätestens seit Anfang des 19. Jahrhunderts ein Heiligenhäuschen. Der Vorgängerbau des jetzigen Heiligenhäuschens wurde 1974 wegen des Straßenneubaus abgerissen. Anschließend wurde auf der anderen Straßenseite ein neues Heiligenhäuschen errichtet und 1978 eingeweiht. In ihm steht wie im Vorgängerbau eine Madonnenstatue mit Kind.

## Bockfest
Bestandteil des Dorflebens von Oberrarbach und dem Nachbarort Föckinghausen ist das Bockfest, das schon vor dem Zweiten Weltkrieg gelegentlich gefeiert wurde. Bei einem Kegelwettkampf gab es einen Schafsbock zu gewinnen. 1952 wurde die Tradition wieder aufgenommen und seit 1977 findet das Fest alle vier Jahre statt.

## Wirtschaft
In Oberrarbach gibt es eine Schreinerei. Dieser Handwerksbetrieb begann Ende des 18. Jahrhunderts mit einem Zimmermann, im 19. Jahrhundert wurden Spinnräder hergestellt. Eine weitere Einnahmequelle ist der Tourismus. Außerdem wird Land- und Forstwirtschaft betrieben. Unterhalb des Ortes wurde 1920 eine Fabrik zur Herstellung von Holzheften für Messer errichtet, die jedoch 1922 abbrannte und nicht wieder aufgebaut wurde.

## Söhne und Töchter des Ortes
- Johannes Frigge (* 14. September 1871 in Oberrarbach; † 30. März 1953 in Langenholthausen), Pfarrer und Erbauer von Kirche, Schule mit Schwesternhaus sowie Pfarrhaus in Raeville (Boone County, Nebraska), 1935 Päpstlicher Hausprälat.[11]